# 신형 코로나바이러스 감염증 대책 본부
신형 코로나바이러스 감염증 대책 본부(일본어: 新型コロナウイルス感染症対策本部)는 일본 내각에 설치된 조직으로, 코로나바이러스감염증-19에 대한 대책을 위해 설치된 조직이다.

## 역사
2020년 1월 30일에 설치되었다. 설치된 이 날에 제1차 회의가 열렸다.